# Trichostomum alpinum
Trichostomum alpinum är en bladmossart som beskrevs av Kindberg 1910. Trichostomum alpinum ingår i släktet lansettmossor, och familjen Pottiaceae. Inga underarter finns listade i Catalogue of Life.